# Anachalypsicrinus nefertiti
Anachalypsicrinus nefertiti is een zeelelie uit de familie Hyocrinidae.
De wetenschappelijke naam van de soort werd in 1973 gepubliceerd door Ailsa McGown Clark.